# Andrena richardsi
Andrena richardsi is een vliesvleugelig insect uit de familie Andrenidae. De wetenschappelijke naam van de soort is voor het eerst geldig gepubliceerd in 1957 door Hirashima.